# Allium aaseae
Allium aaseae (цибуля Аазе) — вид рослин з родини амарилісових (Amaryllidaceae), ендемік США. Вид названо на честь американського ботаніка Ганни Керолайн Аазе.

## Опис

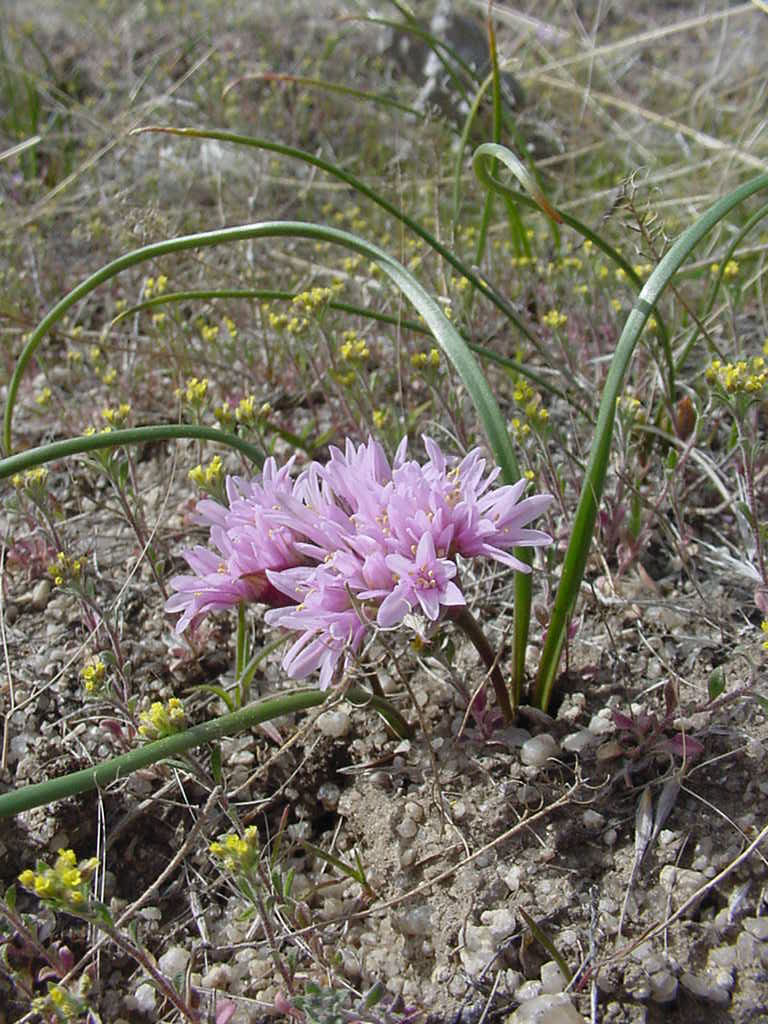

Цибулин 2–10 і більше, яйцеподібні, 1–2 × 0.8–1.5 см; зовнішні покриття, що охоплюють 1 або більше цибулин, коричневі, перетинчасті; внутрішні покриття білого, рожевого або червоного кольору. Листки зелені, масивні, від плоских до ± циліндричних, жолобчасті, 7–25 см × 1–4 мм, поля цілі або дрібнозубчасті. Зонтик стійкий, прямий, компактний, 5–25-квітий, напівсферичний. Квітки дзвінчаті, 6–9 мм; листочки оцвітини прямі, яскраво-рожеві, вицвітають до білих з темними жилками, рідше білі, від довгастих до ланцетних, ± рівні, поля від неясно до чітко зубчастих, верхівка від тупої для загостреної; пиляки жовті; пилок жовтий. Покриття насіння блискуче. 2n = 14.

## Поширення
Ендемік США, який зростає на заході штату Айдахо.
Населяє грубий, піщаний ґрунт і гравійні річкові мілини; росте на висотах 800—1100 м н.р.м.